# Pic de Lewis
Melanerpes lewis
 (octobre 2019).
Si vous disposez d'ouvrages ou d'articles de référence ou si vous connaissez des sites web de qualité traitant du thème abordé ici, merci de compléter l'article en donnant les références utiles à sa vérifiabilité et en les liant à la section « Notes et références ».
Espèce
Statut de conservation UICN

 LC  : Préoccupation mineure
Le Pic de Lewis (Melanerpes lewis) est une espèce d'oiseaux appartenant à la famille des Picidae.

## Étymologie

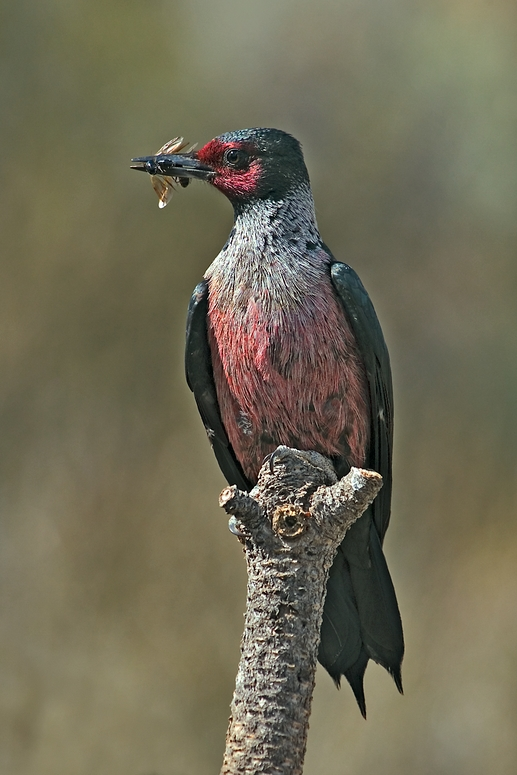
Pic de Lewis.

Le nom de l'espèce commémore l'explorateur américain Meriwether Lewis (1774-1809), célèbre pour avoir pris part à l’expédition Lewis et Clark (1804-1806) à travers l'ouest des États-Unis.

## Description
Le Pic de Lewis a un plumage majoritairement terne, avec le dos, les ailes et la queue noirs aux reflets verts ou bronze, la poitrine est grise, teintée de rose saumon tirant sur le rouge foncé en bas du ventre. Le cou et la nuque sont gris pâle et surmontés d'une tête sombre avec une large face rouge foncé. Les jeunes individus sont d'apparence plus foncée, leur ventre et leur tête sont brunâtres et leur cou gris pâle n'apparaît pas avant la maturité sexuelle.

## Répartition

Carte de répartition.
Aire de nidification
Voie migratoire
Présent à l'année
Aire d'hivernage

Canada, États-Unis.

## Habitat et nourriture

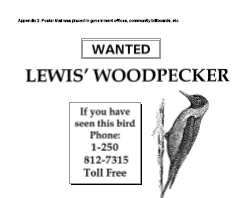
Affiche pour un dénombrement des Pics de Lewis en Colombie-Britannique.

Le Pic de Lewis a un comportement très discret en comparaison avec les autres pics d'Amérique du Nord. Il s'avère cependant être un ferme défenseur de toute source de nourriture particulièrement en période hivernale. Comme les autres pics, son régime est principalement insectivore lorsque la saison le permet, et est autrement constitué de fruits, glands, noix et graines d'arbres. Il fréquente souvent les jardins et vergers à l'approche de l'hiver. Le reste de l'année, il est plutôt amené à vivre dans les forêts de conifères, bien que présent dans tout habitat boisé plus ou moins ouvert.

## Nidification
Son nid consiste en un trou ou une cavité dans un tronc d'arbre. Il est rare que le pic de Lewis creuse sa propre cavité, il favorise généralement les trous d'arbres préexistants. Il y pond une seule niché par année entre la fin avril et août, d'en moyenne une demi-douzaine d’œufs.

## Vol
Le Pic de Lewis est facilement identifiable en vol parce qu'il est le seul pic d'Amérique du Nord qui ne se déplace pas en vol ondulé. Son vol est très rectiligne avec des battements d'ailes plus lents et appliqués que la plupart des autres pics.